# Championnats d'Europe de marathon (canoë-kayak) 2009
Navigation
2007 2011
Les 8e championnats d'Europe de marathon en canoë-kayak de 2009 se sont tenus à Ostróda en Pologne, sous l'égide de l'Association européenne de canoë.

## Podiums

### Sénior

#### K1
| Rang               | Athlète       | Pays     | Temps           |
| ------------------ | ------------- | -------- | --------------- |
| Médaille d'or      | Manuel Busto  | Espagne  | 2 h 10 min 38 s |
| Médaille d'argent  | José Ramalho  | Portugal | 2 h 10 min 39 s |
| Médaille de bronze | Cyrille Carré | France   | 2 h 12 min 03 s |

| Rang               | Athlète            | Pays      | Temps           |
| ------------------ | ------------------ | --------- | --------------- |
| Médaille d'or      | Renata Csay        | Hongrie   | 2 h 02 min 49 s |
| Médaille d'argent  | Miriam Frenken     | Allemagne | 2 h 03 min 11 s |
| Médaille de bronze | Birgit Pontoppidan | Danemark  | 2 h 05 min 25 s |

#### K2
| Rang               | Athlète                         | Pays               | Temps           |
| ------------------ | ------------------------------- | ------------------ | --------------- |
| Médaille d'or      | Emilio Merchán Álvaro Fernández | Espagne            | 2 h 02 min 53 s |
| Médaille d'argent  | Attila Jambor Mate Petrovics    | Hongrie            | 2 h 03 min 46 s |
| Médaille de bronze | Tomáš Ježek Michael Odvárko     | République tchèque | 2 h 03 min 47 s |

| Rang               | Athlète                             | Pays     | Temps           |
| ------------------ | ----------------------------------- | -------- | --------------- |
| Médaille d'or      | Birgit Pontoppidan Jeanette Løvborg | Danemark | 1 h 56 min 46 s |
| Médaille d'argent  | Alexandra Bara Kinga Gutyina        | Hongrie  | 1 h 56 min 57 s |
| Médaille de bronze | Nora Szilvasy Timea Horvath         | Hongrie  | 1 h 57 min 28 s |

#### C1
| Rang               | Athlète          | Pays      | Temps           |
| ------------------ | ---------------- | --------- | --------------- |
| Médaille d'or      | Mathieu Beugnet  | France    | 2 h 06 min 54 s |
| Médaille d'argent  | Matthias Ebhardt | Allemagne | 2 h 07 min 19 s |
| Médaille de bronze | Michael Franz    | Allemagne | 2 h 09 min 28 s |

#### C2
| Rang               | Athlète                       | Pays    | Temps           |
| ------------------ | ----------------------------- | ------- | --------------- |
| Médaille d'or      | Óscar Graña Ramón Ferro       | Espagne | 1 h 56 min 49 s |
| Médaille d'argent  | Ángel Rivademar David Mascató | Espagne | 1 h 58 min 05 s |
| Médaille de bronze | Ádám Devecseri András Vass    | Hongrie | 2 h 03 min 03 s |

### Moins de 23 ans

#### K1
| Rang               | Athlète       | Pays     | Temps           |
| ------------------ | ------------- | -------- | --------------- |
| Médaille d'or      | Borja Estomba | Espagne  | 1 h 52 min 23 s |
| Médaille d'argent  | Edwin Lucas   | France   | 1 h 52 min 35 s |
| Médaille de bronze | Hugo Guedes   | Portugal | 1 h 54 min 20 s |

| Rang               | Athlète        | Pays      | Temps           |
| ------------------ | -------------- | --------- | --------------- |
| Médaille d'or      | Eszter Havas   | Hongrie   | 1 h 44 min 27 s |
| Médaille d'argent  | Eva Barrios    | Espagne   | 1 h 47 min 48 s |
| Médaille de bronze | Jennifer Klein | Allemagne | 1 h 48 min 40 s |

#### C1
| Rang               | Athlète          | Pays    | Temps           |
| ------------------ | ---------------- | ------- | --------------- |
| Médaille d'or      | Manuel Garrido   | Espagne | 1 h 50 min 31 s |
| Médaille d'argent  | Eduard Shemetylo | Ukraine | 1 h 51 min 11 s |
| Médaille de bronze | Ruben Paz        | Espagne | 1 h 52 min 46 s |

### Junior

#### K1
| Rang               | Athlète                | Pays    | Temps           |
| ------------------ | ---------------------- | ------- | --------------- |
| Médaille d'or      | Attila Bucher Barnabás | Hongrie | 1 h 39 min 45 s |
| Médaille d'argent  | Eros Comisso           | Italie  | 1 h 40 min 16 s |
| Médaille de bronze | Fausto Moreno          | Espagne | 1 h 42 min 00 s |

| Rang               | Athlète          | Pays    | Temps           |
| ------------------ | ---------------- | ------- | --------------- |
| Médaille d'or      | Dora Bodonyi     | Hongrie | 1 h 27 min 59 s |
| Médaille d'argent  | Michaela Jonsson | Suède   | 1 h 28 min 23 s |
| Médaille de bronze | Virag Olah       | Hongrie | 1 h 28 min 25 s |

#### K2
| Rang               | Athlète                              | Pays        | Temps           |
| ------------------ | ------------------------------------ | ----------- | --------------- |
| Médaille d'or      | Fausto Moreno Rodrigo Cubelos        | Espagne     | 1 h 29 min 01 s |
| Médaille d'argent  | Szilveszter Palinkas Peter Nagy (en) | Hongrie     | 1 h 29 min 02 s |
| Médaille de bronze | Jonathan Tye James Webster           | Royaume-Uni | 1 h 29 min 14 s |

| Rang               | Athlète                           | Pays      | Temps           |
| ------------------ | --------------------------------- | --------- | --------------- |
| Médaille d'or      | Györgyi Varga Vivien Terek        | Hongrie   | 1 h 17 min 57 s |
| Médaille d'argent  | Jessica Pfarr Virginia Najork     | Allemagne | 1 h 17 min 58 s |
| Médaille de bronze | Júlia Fónagy-Mogyorós Beáta Szabó | Hongrie   | 1 h 18 min 14 s |

#### C1
| Rang               | Athlète         | Pays               | Temps           |
| ------------------ | --------------- | ------------------ | --------------- |
| Médaille d'or      | Marcin Żołna    | Pologne            | 1 h 32 min 56 s |
| Médaille d'argent  | Jakub Březina   | République tchèque | 1 h 34 min 29 s |
| Médaille de bronze | Samuel Carballo | Espagne            | 1 h 36 min 13 s |

#### C2
| Rang               | Athlète                             | Pays    | Temps           |
| ------------------ | ----------------------------------- | ------- | --------------- |
| Médaille d'or      | Angel Palomino Adrian Gonzalez      | Espagne | 1 h 21 min 47 s |
| Médaille d'argent  | Mario Palfi Adrian Zetko            | Hongrie | 1 h 22 min 08 s |
| Médaille de bronze | Francois Pierzchlewicz Jason le Bot | France  | 1 h 23 min 59 s |

## Tableau des médailles
| Rang  | Nation             | Or | Argent | Bronze | Total |
| ----- | ------------------ | -- | ------ | ------ | ----- |
| 1     | Espagne            | 3  | 1      | 0      | 4     |
| 2     | Hongrie            | 1  | 2      | 2      | 5     |
| 3     | Danemark           | 1  | 0      | 1      | 2     |
| -     | France             | 1  | 0      | 1      | 2     |
| 5     | Allemagne          | 0  | 2      | 1      | 3     |
| 6     | Portugal           | 0  | 1      | 0      | 1     |
| 7     | République tchèque | 0  | 0      | 1      | 1     |
| Total | Total              | 6  | 6      | 6      | 18    |